# Jesús Ortega Martínez
Jesús Ortega Martínez (Aguascalientes, 5 de noviembre de 1952) es un ingeniero químico y político mexicano, que ha sido diputado federal en tres ocasiones y senador de la república. 

## Carrera política

### Inicios
Llegó a la Ciudad de México a los 18 años a estudiar Ciencias Biológicas en el Instituto Politécnico Nacional, en donde se incorporó a la lucha social y a la política. En 1977, con 24 años de edad, fue dirigente del Partido Socialista de los Trabajadores (PST) en el Distrito Federal. En 1979 fue diputado federal a la LI legislatura, la primera en la época contemporánea que integró a legisladores de los partidos políticos de izquierda. Con el objetivo de aglutinar a todas las fuerzas políticas progresistas de izquierda, en 1987 se integró a los trabajos del Partido Mexicano Socialista (PMS), del que formó parte en su dirección nacional. 
Convencido de que la izquierda debía ser una opción de gobierno, en 1988 promovió que el PMS se integrara al Frente Democrático Nacional y respaldara la candidatura presidencial de Cuauhtémoc Cárdenas. Jesús Ortega obtuvo una diputación de representación proporcional en la LIV Legislatura y fue elegido subcoordinador de la facción parlamentaria del PMS.

### Fundación y trabajo dentro del PRD
Junto con miles de mexicanos fundó el Partido de la Revolución Democrática (PRD) el 5 de mayo de 1989, con el objetivo de dar a la ciudadanía una herramienta de lucha y una opción de gobierno progresista, moderna y democrática. Entre 1994 y 1996 fue coordinador de la facción parlamentaria del PRD en la LVI legislatura de la Cámara de Diputados. En 1996 fue elegido secretario general del PRD. 
En 1999 inició la construcción de la corriente política denominada Nueva Izquierda, con el objetivo de contribuir a la reforma del PRD. Nueva Izquierda se ha convertido en una de las expresiones más grandes e importantes del PRD.
Para el período 2000 a 2006, Jesús Ortega fue elegido senador de la República y coordinador de su grupo parlamentario. Después de ser precandidato a la Jefatura del Gobierno del Distrito Federal en 2005 por el TUCOI perdiendo ante Marcelo Ebrard, Jesús Ortega se incorporó a la campaña por la presidencia de la República de la Coalición por el Bien de Todos que llevó como candidato a Andrés Manuel López Obrador. En enero de 2006 solicitó licencia a su encargo para asumir la coordinación de la campaña.
Tras la derrota electoral Ortega asumió como coordinador del Frente Amplio Progresista, una alianza político-electoral que pretendía aglutinar a fuerzas de izquierda y centro-izquierda en oposición al gobierno de Felipe Calderón.
En 2008 fue elegido presidente nacional del PRD, asumiendo el cargo en noviembre de ese año.

### Coordinación Nacional de Nueva Izquierda
Desde septiembre del 2012 asumió el cargo como Coordinador Nacional de Nueva Izquierda, corriente interna del Partido de la Revolución Democrática.